# Кемп-Кук (Монтана)
Кемп Кук (англ. Camp Cooke) також відомий як Форт Клеггетт (англ. Fort Claggett) — військовий пост армії США біля річки Міссурі на Території Монтани. Табір був заснований 10 липня 1866 року 13-м піхотним полком Армії США, вгору від гирла річки Джудіт. До 1867 року Кемп-Кук налічував близько 400 чоловік. Армія встановила пост для захисту пароплавів на шляху до Форту Бентон. Човни перевозили пасажирів та вантажі, для забезпечення стрімко зростаючих міст біля золотодобувних копалень в горах західної частини Території Монтана.
Розташування форту знаходилось вздовж верхів'я річки Міссурі, де вона перетинає широкі східні рівнини Монтани, вдалині від таборів золотошукачів і стрімко зростаючих міст на південному заході Монтани. Також Форт був розташований глибоко у віддаленій місцевості під назвою Міссурі-Брейкс, яка розташовувалась паралельно річці Міссурі. Спочатку, коли форт був побудований, військові не мали багато роботи. За винятком місяців в яких рівень води був високим (травень, червень та липень), рух пароплавів річкою був обмежений. В результаті, солдати були відправлені з Кемп-Кука в інші, більш стратегічно важливі місця на Території Монтани. Загони надіслані з Кемп-Кук охороняли великі транспортні маршрути в Південно-західній Монтані, включаючи дороги між Фортом Бентон і Геленою. Вони побудували Форт-Шоу вздовж цього шляху в 1867 році в долині Сан Рівер. Інші загони з Кемп-Кука побудували Форт Елліс недалеко від Боузмена, Монтана у верхів'ї долини Галлатин, та охороняли критичний сухопутний шлях через перевал Бозмен. Військові залишили Кемп-Кук менш ніж через чотири роки після його будівництва 31 березня 1870 року, у відповідь на постійні, добре обгрунтовані нарікання, щодо занадто віддаленого розташування посту.

## Призначення Кемп-Кука
Метою Кемп-Кук було забезпечити захист суден, які рухались річкою Міссурі та поселенців, які діставались до золотодобувних ділянок. Після відкриття золотоносних ділянок біля поселень Баннак (1862 р.); Вірджинія-Сіті (1863); Хелена (1864) та вражаючих покладів золота в 1865 році біля Монтана Бар та інших місць в ущелині Конфедерації, переселенці хлинули на Територію Монтани. Золоті ділянки знаходилися в на південному-заході Монтани, в міжгірських долинах. Добувачам доводилось перетинати широкі східні рівнини Монтани, щоб дістатись до цих ділянок. Основним способом дістатись до золотих ділянок був пароплав, який ходив по річці Міссурі до Форту-Бентон. Додатковий маршрут для сухопутних мандрівників був через Бозменський шлях котрий відгалужується від Орегонського шляху на Території Вайомінг, оминає східний край гори Бігхорн після чого шлях продовжується вздовж долини річки Йеллоустоун далі через перевал Бозмена і виходить прямо до золотоносних ділянок.
Поселенці та старателі, які діставались до ділянок, перетинали територію, яку індіанські племена вважали своєю. На цій землі проживали племена Чорноногих, Гровантри, Ассінібойни, Лакота, Північні Шеєни, та Кроу. Старателі які йшли цим маршрутом викрадали буйволів та іншу дичину, від якої залежали індіанці. У відповідь індіанці почали нападати на них невеликими групами і робити набіги. Індіанці нападали на пароплави та вантажні вози, атакували групи переселенців і поштарів. Як тільки траплялась нагода викрадали худобу і вбивали поселенців.

## Перший армійський пост на Території Монтана
Коли почали надходити новини про крадіжки худоби та вбивства поселенців індіанцями, місцеві газети, почали вимагати від американської армії захисту. До столиці Вашингтону почали відправляти петиції та листи. У відповідь 10 липня 1866 року військові створили військовий табір Кемп-Кук. Для захисту шляху Бозмена, військові встановили форти на Території Дакота, у Форт-Ріно (1865) та Форт Філ Керні (1866). 12 серпня 1866 року військові заснували Форт Ф. Сміт на річці Бігхорн, що знаходиться в межах Території Монтани. Кемп-Кук став першим військовим постом США на Території Монтани.

## Назва Кемп-Кук
Кемп-Кук був названий на честь бригадного генерала Філіпа Кука. У 1866 році він командував департаментом Платте, який тоді включав в себе і Територію Монтани.

## Розміщення Кемп-Кука
Генеральний інспектор Д. Б. Сакетт був відправлений до Монтани для вибору місця військового форпосту для захисту руху пароплавів річкою Міссурі. Логічним місцем був Форт-Бентон, перевантажувальний пункт на річці Міссурі. Однак Сакетт розсудив, що Форт-Бентон мав достатньо ресурсів для того щоб захистити себе. Але також там бракувало матеріалів для будівництва форпосту та було не достатньо місця для утримання худоби. Він рекомендував ділянку в гирлі річки Масселшел, де проживала невелика громада.

## Віддалене розташування Кемп-Кук
Золотоносні ділянки на Території Монтани розташовувалися в міжгірській долині південно-західної Монтани, досить далеко від Кемп-Кук. Сам Кемп-Кук знаходився в східній рівнинній частині Монтани. Географічно пост був ізольований від західної частини території. Він був розташований глибоко в межах ділянки річки Міссурі, відомої як Міссурі-Брейкс, яка круто розмиває землю, що межує з річкою і відокремлює її від східних рівнин Монтани.

## Відмова від табору Кук
Через свою ізольованість 31 березня 1870 року Кемп-Кук був залишений військовими, хоча швидко зростаюче нашестя щурів теж посприяло прийняттю такого рішення.